# 여정미
여정미는 대한민국의 텔레비전 드라마 작가이다. 

## 드라마
- 2002년 MBC 기획 특집드라마 《순수청년 박종철》 ... 집필
- 2002년 MBC 수목 미니시리즈 《삼총사》 ... 집필
- 2004년 MBC 일요 명량가족시트콤 《아가씨와 아줌마 사이》 ... 집필
- 2012년 tvN 아침 일일연속극 《노란 복수초》 ... 집필
- 2015년 tvN 아침 일일연속극 《울지 않는 새》 ... 집필
- 2023년 MBC UHD 저녁 일일드라마 《하늘의 인연》 ... 집필